# Тосканка
Тосканка (Ворсменское) — озеро в Павловском районе Нижегородской области. Расположено в Ворсменской карстовой котловине в русле реки Кишма около города Ворсма.
В Тосканку с юга впадает река Кишма, а с востока — Суринь.
На одном из островов озера расположен Свято-Троицкий Островоезерский монастырь.
Озеро является памятником природы регионального значения.
26 апреля 2012 года из-за разрушения плотины из озера ушла большая часть воды. Однако позже плотина была восстановлена и озеро снова наполнено до прежнего уровня.